# Бакаева, Салтанат Ермековна
Салтанат Ермековна Бакаева (род. 24 сентября 1987; Талгар, Алматинская область) — казахстанская актриса

 кино и театра, эстрадная певица. Лауреат премии Союза Молодёжи Казахстана (2015).

## Биография
Салтанат Бакаева родилась 24 сентября 1987 года в г. Талгар Алматинской области.
В 2009 году окончила факультет «театральное искусство» Казахская национальная академия искусств имени Т. К. Жургенова (КазНАИ) по специальности «актриса драматического театра и кино» (в классе, профессор заслуженная артистка Казахской ССР Рахилям Машурова).
В 2010 году была принята в труппу Казахского драматического театра имени М. О. Ауэзова.
С 2009 года по настоящее время является солисткой эстрадной группы «Арнау».

## Основные роли на сцене
Казахский государственный академический театр драмы имени М. О. Ауэзова
- Из казахской, мировой классики и современной драматургии:
- Эля в комедии «Смеяться или плакать?» Е. Жуасбека (реж. М. Ахманов)
- Айнагуль в драме «Такова жизнь» М. Сарсеке (реж. О. Кенебаев)
- Джульетта в трагедии «Ромео и Джульетта» У. Шекспира (реж. О. Салимов)
- Татьяна в «Одержимом» Д. Исабекова (реж. Е. Обаев)
- Зубаржат в «Ночи лунного затмения» М. Карима (реж. О. Кенебаев)
- Внучка в драме «Давайте жить не нанося боль друг другу» Б. Жакиева
- Айгуль в спектакле «Печаль любви моей» И. Сапарбая (реж. Е. Обаев)
- Оксана в комедии «Продайте мужа» М. Задорнова (реж. О. Кенебаев)
- Девушка в спектакле «Ночь при свечах» Н. Оразалина (реж. Н. Жакыпбай)
- Тансулу в спектакле «Тансулу» Г. Есим (реж. А. Какишева)
- Лаура в «Стеклянном зверинце» Т. Уильямса (реж. А. Кабдешова) и др.

## Награды
- 2015 — Лауреат молодёжной премии Союза Молодёжи Казахстана «Серпер»
- 2016 — Указом Президента РК награждена юбилейной медалью «25 лет независимости Республики Казахстан»[1]

## Семья
Замужем за Жусуповым Нуржаном Абдумаликовичем. Имеет 4 сыновей. Происходит из рода Албан, старшего джуза.